# Eduard Struick
Jules Edouard Anne Louis Struick (Den Haag, 1927 - Utrecht, 1997) was een historicus, publicist en archivaris van het toenmalige Gemeentearchief van Utrecht.
Hij werd geboren in Den Haag als zoon van een KNIL-militair. Spoedig na zijn geboorte vertrok het gezin dan ook naar Nederlands-Indië. Nog voor de oorlog waren zij echter terug in Den Haag. Struick bezocht daar het Gymnasium Haganum. Door de ontruiming van Den Haag tijdens de Tweede Wereldoorlog vertrok het gezin naar Nijmegen, waar hij zijn middelbare school afmaakte. Vervolgens ging hij geschiedenis studeren aan de Katholieke Universiteit Nijmegen met als hoofdvak Middeleeuwse geschiedenis. Nog tijdens zijn studie werkte hij als volontair (vrijwilliger) bij het Gemeentearchief Nijmegen. Dit bleek bepalend voor de verdere koers van zijn carrière. Na zijn afstuderen deed hij dan ook de opleiding tot wetenschappelijk archiefambtenaar die hij in 1952 voltooide. Aangezien de arbeidsmarkt bij archieven beperkt was en hij bovendien nogal kieskeurig was, werkte hij aan een promotie-onderzoek. Dit rondde hij in 1960 af met het proefschrift "Gelre en Habsburg, 1492-1528".
In 1954 werd dr. Struick benoemd tot Chartermeester van het Gemeentearchief Utrecht. In 1964 volgde hij dhr. J.W.C. van Campen op als gemeentearchivaris.
Eduard Struick was gemeentearchivaris in een tijd van groeiende belangstelling voor lokale en regionale geschiedenis. Daarnaast kwam in 1968 een nieuwe Archiefwet tot stand, waardoor de collectie sterk groeide. Struick maakte ten volle gebruik van de nieuwe mogelijkheden en organiseerde tentoonstellingen, onder meer over Samuel Muller Fz., en cursussen (onder andere Paleografie). Onder zijn leiding werd het pand aan de Alexander Numankade betrokken en al binnen enkele jaren uitgebreid. De toegenomen bekendheid en het grotere gebruik van het archief maakten personele en facilitaire uitbreiding noodzakelijk. De gemeente Utrecht, trots op haar paradepaardje, werkte hier soepel aan mee. In 1988 besloot Struick met vervroegd pensioen te gaan. Het leek hem beter om aanstaande reorganisaties op het gebied van archiefbeheer en ICT aan jongere krachten over te laten. Na zijn pensioen bleef Struick echter betrokken bij het archief door het geven van cursussen en lezingen.
Naast zijn werkactiviteiten was Struick betrokken bij andere organisaties op historisch gebied. Hij was onder meer redacteur van het Nederlands Archievenblad. Ook de Vereniging Oud-Utrecht diende hij: van 1964 tot 1972 als secretaris en van 1969 tot 1977 als redacteur van het jaarboek. Ook het toneelgezelschap De Roos, waarvan hij één der oprichters was, mocht zich in zijn medewerking verheugen.